# Congregación de San Víctor
La Congregación de San Víctor (en latín: Congregatio Victorina), también conocida como Canónigos Regulares de San Agustín de la Congregación de San Víctor, es una orden religiosa católica de canónigos regulares de derecho pontificio y una de las ramas de la Orden de Canónigos Regulares de San Agustín, fundada por el religioso francés Guillermo de Champeaux en París, hacia 1108. Suprimida en tiempo de la Revolución francesa no fue restablecida sino hasta 1992. A los religiosos de este instituto se les conoce como victorinos y posponen a sus nombres las siglas C.R.S.V.

## Historia

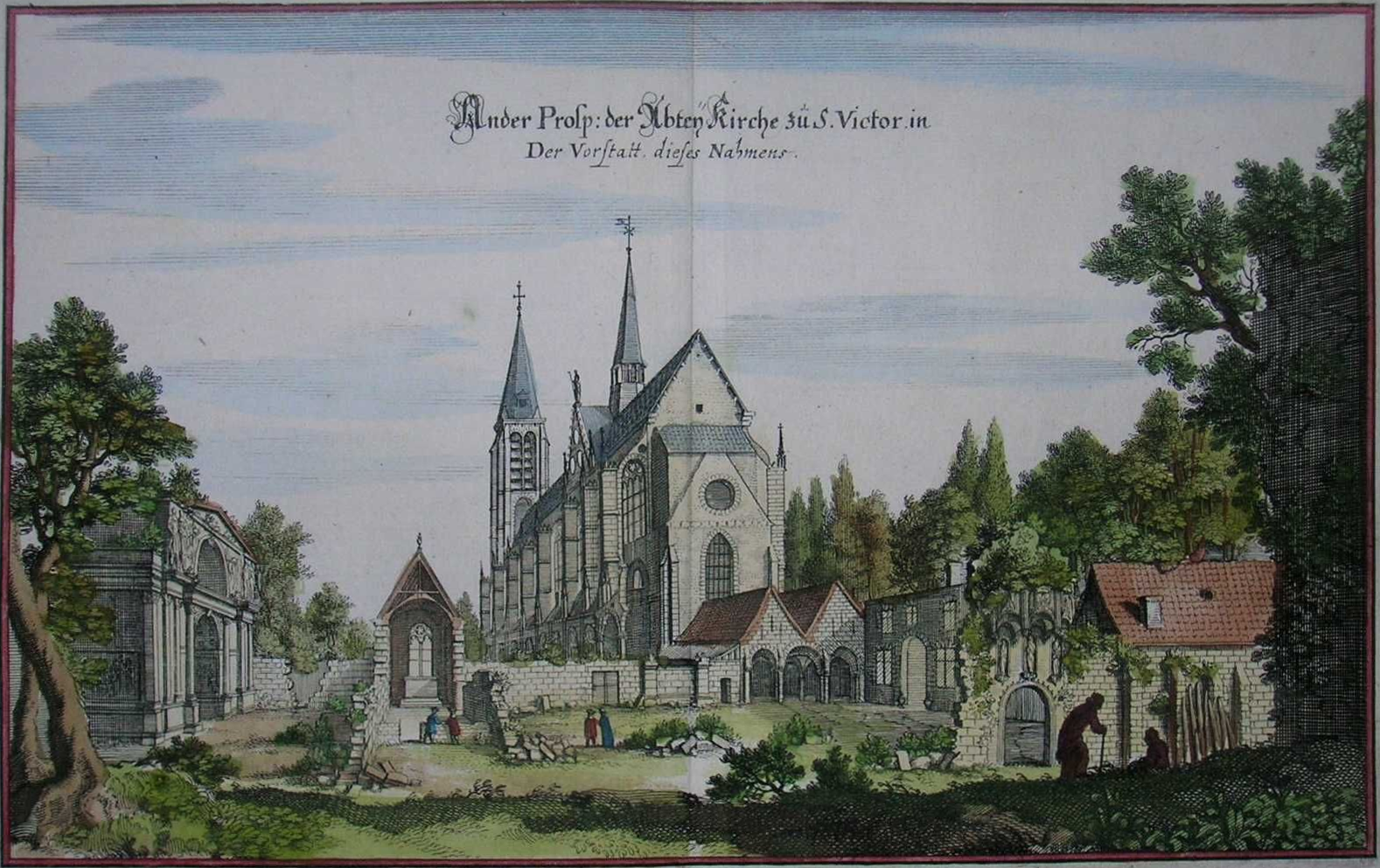
Abadía de San Víctor de París en 1655.

Los orígenes de la congregación se remontan al centro monástico dedicado a San Víctor, en París, fundado en 1108 por Guillermo de Champeaux, por entonces archidiácono. Una vez que Guillermo fue nombrado obispo de Châlons-en-Champagne, le sucedió en la guía de la comunidad el monje Gilduino, quien obtuvo del rey Luis VI de Francia, el título de abadía, siendo él el primer abad. Rápidamente se convirtió en un centro cultural de gran estima, contando entre sus miembros personajes como Pedro Abelardo y Pedro Lombardo, referentes obligatorios para el estudio de la teología y espiritualidad de la Edad Media. Este espíritu de San Víctor influyó mucho en la fundación de otras órdenes religiosas, tales como la Orden de la Santísima Trinidad y de los Cautivos, cuyo fundador Juan de Mata, era un asiduo frecuentador de la liturgia de la abadía parisina.
Ya en 1225 la abadía de San Víctor contaba con cuarenta filiales, pero, debido a un periodo de decadencia el número este número disminuyó grandemente hacia el siglo XIV, al punto que en 1489 se contaban menos de treinta. A colocar orden en los monasterios victorinos fue el flamenco Giovanni Mombaer, miembro de Congregación de Windesheim, quien en 1497 llegó a Francia, más precisamente a la abadía de San Severino de Château-Landon, con la pretensión de formar una congregación con los monasterios victorinos. Sin embargo, el religioso encontró una fuerte oposición por parte de los monjes. Aun así Mombaer dejó preparado el camino, y luego de su muerte, en el capítulo del 14 de mayo de 1503, se decretó la formación de la Congregación de San Víctor, a la cabeza de la abadía homónima de París.
A causa de las políticas anticlericales del gobierno revolucionario, la congregación fue suprimida en 1790, los monjes dispersados, secularizados, encarcelados y alguno asesinado por su fidelidad a la Iglesia católica. La orden no se restableció sino hasta 1968, cuando algunos monjes de la Congregación Suiza de San Mauricio de Agaune se establecieron en el abadía de Champagne-sur-Rhône, con la intención de revivir la espiritualidad de los canónigos de San Víctor, en el seno de la Confederación de San Agustín. Inicialmente se afiliaron a Congregación de Windesheim. En 1976 obtuvieron para su monasterio el título de abadía y su primer abad fue Maurice Bitz. En 1984 abrieron la primera filial en Chancelade y en 1991 fundaron el priorato de Tanzania. Al año siguiente se restableció definitivamente la antigua congregación de San Víctor y en 1993 recibió la aprobación de la Santa Sede, como congregación miembro de la Confederación de San Agustín.

## Organización
La Congregación de San Víctor hace parte de la Confederación de Canónigos Regulares de San Agustín. La Orden tiene un gobierno centralizado y recae sobre un superior general, que en el instituto es llamado abad general.
Los victorinos se dedican al ministerio pastoral, a solemnizar la liturgia y a las misiones. En 2017, el instituto contaba con unos 69 canónigos, de los cuales 54 eran sacerdotes, y dos monasterios, presentes en Francia y Tanzania.